# Lhabupu (sockenhuvudort i Kina, Tibet Autonomous Region, lat 29,86, long 89,38)
Lhabupu (kinesiska: Labupu, 拉布普, Sega, 色嘎, 拉布普乡) är en sockenhuvudort i Kina. Den ligger i den autonoma regionen Tibet, i den sydvästra delen av landet, omkring 170 kilometer väster om regionhuvudstaden Lhasa. Antalet invånare är 2 061. Befolkningen består av 977 kvinnor och 1 084 män. Barn under 15 år utgör 29,0 %, vuxna 15-64 år 66 %, och äldre över 65 år 4,0 %.
Runt Lhabupu är det glesbefolkat, med 8 invånare per kvadratkilometer. Närmaste större samhälle är Ratang, 16,2 km söder om Lhabupu. Trakten runt Lhabupu består i huvudsak av gräsmarker.
Genomsnittlig årsnederbörd är 686 millimeter. Den regnigaste månaden är juli, med i genomsnitt 216 mm nederbörd, och den torraste är november, med 1 mm nederbörd.